# آلیس ولفسون
آلیس ولفسون (انگلیسی: Alice Wolfson؛ زادهٔ) وکیل، فعالان سلامت و حقوق زنان اهل ایالات متحده آمریکا است.
وی همچنین برندهٔ جوایزی همچون برنامه فولبرایت شده‌است.

## تحصیلات
او از دانش‌آموختگان کالج بارنارد است.